# 不滿的冬天
「不滿的冬天」（英語：Winter of Discontent）是指大約從1978年12月到1979年2月冬天期間，發生於英國的一連串工業行動，事件造成首相詹姆斯·卡拉漢的工黨政府聲望急挫，隨後更在1979年5月的國會大選遭戴卓爾夫人領導的在野保守黨擊敗。
1978年7月，工黨政府宣佈實施第四階段入息控制，規定全國基層職工在1978年至1979年的加薪幅度不可高於「5%上限」，引起工會激烈反響。英國福特職工在同年9月率先發動罷工，並在11月成功從資方爭取加薪17%後，觸發全國各行業相繼發動工潮。踏入1979年1月，貨運業職工發動的大規模罷工，癱瘓全國物流網絡，但政府仍拒絕正式撤回政策。
未幾，剛從海外出席峰會的卡拉漢在1月10日返抵英國後接受記者訪問，否認英國局勢日益混亂，翌日《太陽報》以「危機？甚麼危機？」為題大造文章，使情況大有火上加油之勢。1月22日，四大公營機構職工工會在全國主要城市發動稱之為「行動日」的全國性罷工，參與人數多達150萬人，是自1926年大罷工以來英國單日最大規模的罷工。至此，參與罷工的職工擴展至醫院雜工、垃圾收集工人、學校助理、機場職工、甚至是挖墓工人等各類公營機構基層人員，造成公共服務癱瘓，嚴重影響國民日常生活。在個別極端例子當中，更出現遺體無人處理，以及公共地方堆滿垃圾的情況。工黨政府與工會遲至2月14日才發表協議書，正式撤回「5%上限」的規定後，全國罷工浪潮到同月底才告大致平息。
「不滿的冬天」標誌著工黨政府與工會合作的社團主義時代告終，也意味政府主導的入息控制的失敗。戴卓爾夫人上台後，取而代之的是以強硬手段對付工會，並以貨幣主義和新自由主義的管治哲學，取代戰後以來歷屆政府以凱恩斯主義經濟學政策為基礎的「戰後共識」，因此「不滿的冬天」也可說是英國政府管治方針更迭的一個分水嶺。

## 背景
自第二次世界大戰以後，英國的工會運動急速發展，在歷屆工黨以至是保守黨政府管治下，工會的影響力與日俱增。然而，英國國力自二戰以後開始衰落，工業和生產持續疲憊，再加上政府實行福利主義政策，長期的經濟不景加上工會坐大，左右政府施政，使英國步入1970年代之後甚至被輿論稱為「歐洲病夫」。
1969年，工黨政府時任就業及生產力大臣芭芭拉·卡素爾（Barbara Castle）發表一份名為《免於衝突》（In Place of Strife）的白皮書，建議削弱和限制工會權力，白皮書很快就引起黨內以內政大臣詹姆斯·卡拉漢為首與工會關係緊密的派系反對，最終被迫擱置。翌年，工黨政府在大選中被保守黨擊敗下野，到1974年的大選中再度勝出，並由哈羅德·威爾遜第二度組閣，但國家經濟備受高失業和高通漲同時存在的停滯性通貨膨脹問題困擾，通漲率到1975年8月更進一步攀升至26.9%的高水平。
面對國內的滯漲問題，工黨選擇走與工會合作的社團主義路線，並於1973底年與代表勞方的工會大會（Trade Union Congress）達成一項「社會契約」（"Social Contract"）。根據「契約」，工會大會將支持工黨上台執政以後，推出一項屬於自願性質的入息計劃，規定基層勞工的加薪幅度不可高於政府設定的上限。工黨希望透過計劃使工會和勞方對加薪要求保持克制，與政府共渡時艱，從而透過限制加薪幅度的手段壓抑通漲。過往的政府也曾經透過制定國會法令推出入息計劃，但「契約」的制定背後沒有任何立法基礎。
在這個背景下，工黨政府在1975年至1978年間分別推出了三個階段的入息控制計劃。1975年7月11日，工黨政府發表一份名為《打擊通漲》（The Attack on Inflation）的白皮書，率先推出第一階段入息控制。該份白皮書建議每年收入少於8,500英鎊的勞工，加薪幅度不可高於每周6英鎊的水平。工會大會理事會隨後以19票對13票通過了有關建議。1976年4月5日，卡拉漢接替辭職的威爾遜出任首相，不久以後，工會大會又在1976年5月5日通過了政府為1976年至1977年制定的第二階段入息控制，新的階段以5%為基準，把加薪幅度限於每周2.5英鎊至4英鎊的水平，並由1976年8月1日起生效。在1976年9月8日舉行的工會大會周年大會上，曾經有動議建議全面放棄政府的入息控制計劃，恢復由工會自主的集體薪酬談判，但動議遭到否決。
1977年7月15日，時任財相丹尼斯·希利公佈了第三階段的入息控制，規定1977年至1978年的加薪幅度不得高於10%，但同意工會往後可以恢復自主的集體薪酬談判，意味政府不會再作干預。經過長時間的討論後，有關方案得到了工會大會的支持。工黨政府首三階段的入息控制政策得到工會支持，是因為政府同時採取了增加社會和公共開支等通貨再膨脹的手段，短暫地帶動消費上升和穩住失業率。不過，自1976年底英鎊貶值，觸發英國向國際貨幣基金會尋求發放23億英鎊特別貸款後，工會相信政府將被迫大幅削減公共開支；再加上經濟已經開始復甦，工會認為政府已沒有需要再制定入息政策，由工會自由談判將能為勞工爭取更高的加薪幅度。
工黨政府原本只打算推行三個階段的入息控制，可是1978年環球利率急升，卻迫使政府改變初衷，決定繼續推行入息控制以遏止通漲惡化。1978年7月21日，財相希利發表新一份白皮書，宣佈推出第四階段入息控制，規定由同年8月1日起，基層職工的加薪幅度不得高於5%，為期一年，但與之前的方案一樣，新方案並不屬於法例規定。這個被通稱為「5%上限」的第四階段入息控制方案公佈後，旋即引起工會的強烈反響，工會大會在同年7月26日更以大比數表態反對新方案，要求恢復自主的集體薪酬談判，希望工資得到顯著的實質增長。事實上，三階段的入息控制已導致國民實得工資在同期錄得13%的跌幅，但工黨政府仍然堅持落實新方案，並揚言對違反上限的私人機構和政府外判承辦商處以制裁。9月7日，卡拉漢還決定押後舉行國會大選，寄望入息控制能夠先改善國內經濟，提高工黨勝算，然後到明年春季才舉行大選。

## 不滿的冬天

### 命名由來
「不滿的冬天」這個名稱出自莎士比亞劇作《理查三世》的劇本開首對白，原句為「吾等不滿之冬，已被約克的紅日照耀成光榮之夏」（Now is the winter of our discontent, made glorious summer by this sun of York）。1979年2月8日首相卡拉漢接受電視訪問時，首次引用「不滿的冬天」形容由1978年底至1979年初發生的連串工業行動，翌日獲得《每日電訊報》報導。1979年4月30日，小報《太陽報》再以「不滿的冬天」作為頭條標題，使名稱深入民心。
「不滿的冬天」期間，規模廣泛的罷工此起彼落，公共服務癱瘓，嚴重影響國民正常的日常生活，再加上英國在1979年1月剛好錄得連續四星期氣溫持續低於攝氏零度的紀錄，是16年來最寒冷的寒冬，形容貼切的「不滿的冬天」遂成為事件的代名詞。

### 「5%上限」
1978年9月22日，汽車生產商英國福特旗下約15,000名員工率先發動非正式罷工，表達對「5%上限」的不滿。這批罷工勞工大都是運輸及一般職工工會（Transport and General Workers Union，簡稱TGWU）的會員，在TGWU的組織下，勞方在10月5日發動正式罷工，參與人數更驟增至57,000人。英國福特過往的業績表現良好，本身是有能力把加薪幅度訂於5%以上的，但礙於英國福特也是政府的主要承辦商，如果違反政府的入息控制政策，將會面臨制裁。正當英國福特進行勞資談判時，消息卻傳出另一汽車生產商佛賀與勞方達成協議，同意加薪8.5%。權衡輕重後，英國福特決定冒著受政府制裁的風險，同意向勞方加薪17%，罷工行動旋於11月22日結束。英國福特與勞方協議的加薪幅度，得到工商界的廣泛認同。
英國福特車廠發生勞資糾紛期間，工黨正在黑池舉行周年黨大會，在10月2日的大會上，有工黨地方代表提出動議，要求政府即時停止干預勞資雙方進行的薪酬談判。時任工黨副黨魁邁克爾·富特雖然一度嘗試在會上建議不要就動議舉行投票，但動議仍舊得到大比數通過。翌日，卡拉漢形容自己上了民主的一課，但強調不會因此在抗擊通漲方面作出退讓。
與此同時，工黨在下議院的執政地位日益嚴峻，1976年的連串補選失利，導致工黨失去在下議院僅餘的三席多數優勢，被迫在1977年3月與自由黨訂約結盟。然而，盟約在1978年8月失效後，工黨政府遂透過承諾增加北愛爾蘭地區的下議院議席數目，拉攏傳統上親保守黨的北愛阿爾斯特統一黨支持。得到阿爾斯特統一黨的支持下，下議院在1978年11月9日以312票對300票否決對工黨政府的不信任動議，使工黨避過下野危機，但不久以後，下院通過法令增加北愛地區的議席數目，阿爾斯特統一黨旋即收回對工黨的支持。
步入1978年11月中，隨著英國福特的勞資談判日漸明朗，工黨政府開始與工會大會展開一系列緊密的談判，試圖在入息控制政策上取得共識，確保在下屆國會大選向外展示工黨政府與工會方面的團結，避免雙方關係破裂。經過連串的談判後，雙方制定了一個寬鬆得多的新入息控制方案，但在11月14日的工會大會理事會特別會議上，正反雙方對方案各投下14票打成平手，結果理事會主席托馬斯·傑克遜投下關鍵票否決方案，標誌著工黨政府與工會大會的合作告吹。11月7日至12月17日，20,000名麵包工人發動罷工要求加薪，引起市場出現恐慌性搶購麵包，一度迫使政府臨時實施麵包配給制度。
英國福特工潮在1978年11月底平息後，工黨政府在11月28日宣佈制裁英國福特在內220家違反入息控制方案的公司。有關決定立即激起代表工業界的英國工業聯會批評，並揚言會挑戰入息政策的合法地位。與此同時，保守黨在下院提出動議撤回入息控制，雖然動議辯論一度因為下院爭辯國防開支，被迫由原來的12月7日順延至12月13日，但到了當天，下院即以285票對279票通過動議修訂反對政府「任意採取經濟制裁」懲罰自行與勞方取得加薪共識的公司；隨後再以285票對283票明確反對政府制裁加薪幅度超出「5%上限」的公司。遭遇重大挫折的卡拉漢翌日於下院向自己的政府提出不信任動議，雖然動議以290票對300票被否決，但卡拉漢不得不承認政府已無法制裁違反「5%上限」的公司，意味政府再沒有任何有效辦法迫使工商界遵守「5%上限」。

### 「危機？甚麼危機？」
工黨政府的入息政策名存實亡後，大小工會開始自行爭取各自的加薪要求，首先作出較激烈行動的包括不少隸屬於TGWU的貨運業職工。當中，受僱於英國石油和埃索的運油車司機在1978年12月18日宣佈拒絕加班，爭取加薪18%。到1979年1月3日，其他卡車司機在TGWU號召下與運油車司機分別發動非正式罷工，要求加薪最多20%。罷工期間，全國不少油站被迫關閉，罷工職工還在主要港口和工場架起防線，阻礙正常運作。TGWU在1月11日宣佈發起正式罷工，翌日又得到聯合道路運輸工會響應加入，危及全國80%的陸路物流服務和必要物資的運送，期間超過100萬名英國職工連帶被迫臨時停工。當時又正值地方政府爆發工潮，導致嚴冬之下道路沒有灑鹽，使物流服務進一步受阻。
鑑於石油供應受到影響，內閣一度制訂「鼓槌行動」（Operation Drumstick），計劃動員陸軍介入，必要時接替貨車司機的運輸職責。不過，有關行動須要先由政府宣佈國家進入緊急狀態才可落實，否則政府不能隨便徵用石油公司的資產。雖然政府最後決定擱置計劃，但工會方面也在1月12日讓步，准許一些緊急和必要物資的運送免受罷工影響。經勞資雙方仲裁後，石油公司在1月29日答應加薪約15%，從而避免情況進一步惡化。

貨車司機工潮期間，首相卡拉漢從瓜德羅普出席峰會後，於1979年1月10日返抵英國，並在倫敦希斯羅機場召開記者會。期間，卡拉漢被記者質疑前往加勒比海出席峰會和順道到巴巴多斯暢泳，不顧國內爆發工潮；當《旗幟晚報》（Evening Standard）記者問到「面對國內目前日益混亂的局面，你會採取甚麼對策」的時候，卡拉漢有以下的回應：
|  | 嗯，這是你自己的判斷。我向你保證，如果你從另一個角度看——也許你目前的眼光頗為狹隘——我不相信世上其他人都認為這裡的局面日益混亂。 |

翌日，小報《太陽報》立即以頭版篇幅刊登報導，並配以以下的大標題：
|  | 危機？甚麼危機？ （Crisis? What Crisis?） |

該篇報導的大標題下還加上了副標題：「鐵路、貨車、就業亂局——但吉姆卻責怪傳媒」，而內文更責難卡拉漢已經與英國社會「脫節」。卡拉漢向記者否認英國局勢正在惡化的態度，再加上《太陽報》的誇張標題，使情況大有火上加油之勢。

### 公共服務癱瘓
繼私人機構後，仍受政府「5%上限」制約的政府部門和公營機構職工也開始希望可以像私人機構職工那樣爭取大幅加薪。雖然工黨政府已在1979年1月16日提出一個讓步的加薪方案，但始終未能得到工會支持。相反，除了火車司機及消防員聯合會和全國鐵路職工工會旗下的火車司機在1月初四次發動24小時罷工，迫使政府答應他們的加薪要求外；皇家護理學院也在1月18日召開大會，要求護士的加薪幅度扣除物價因素後應該相等於1974年的加幅，即平均加薪25%。
1979年1月22日，四大公營機構職工工會在倫敦、卡迪夫、愛丁堡和貝爾法斯特等地發動大規模罷工。當日罷工被工會稱之為「行動日」（Day of Action），參與者包括醫院雜工、垃圾收集工人、學校助理、機場員工、甚至是挖墓工人等公營機構基層職工，人數多達150萬人，是自1926年大罷工以來英國單日最大規模的罷工。參與者在當日除了發起24小時罷工外，還在多個主要城市發起遊行，要求政府立法制定每周60英鎊的最低工資和引入以每周35小時為上限的的最高工時；其中，倫敦的示威人數達十多萬人，規模更是1971年以來最大型的一次。該次全國性罷工在寒冬下進行，學校被迫關閉，公共服務癱瘓，對國民的日常生活構成嚴重影響。

倫敦西區市中心萊斯特廣場在「不滿的冬天」期間推滿垃圾，嚴重影響環境衛生

工會發動一連串成功的罷工，還觸發不少職工自行組織發起非官方罷工，大部份更是未經工會領導層支持和同意。當中，救護車司機在1月中發動罷工，使倫敦、西密德蘭、卡迪夫、格拉斯哥和蘇格蘭西部等地區的救護服務受到嚴重影響，期間罷工職工甚至拒絕接聽999緊急求救電話，而政府則臨時抽調陸軍到受影響地區維持有限度的基本緊急救護服務。此外，醫院輔助員工也參與罷工行動，及至1月30日，時任社會服務大臣大衛·艾納斯（David Ennals）透露，全國約2,300家國民保健署醫院當中，其中1,100家只能提供緊急醫療服務，也沒有救護車服務。鑑於罷工醫院職工有權自行界定緊急醫療服務的定義，有癌症病人更被把守在醫院封鎖線外的罷工職工拒絕進入醫院接受已預約的必要專科治療。
在眾多罷工之中，較受爭議的要算一般及市政職工會旗下挖墓工人發起的罷工，罷工導致利物浦和曼徹斯特附近的泰姆賽德出現遺體無人埋葬和積壓的問題。期間，利物浦市議會一度在市郊斯皮克（Speke）租用一座工廠臨時存放遺體。工廠高峰期的時候存放多達150具遺體，且以平均每天25具的速度增長。2月1日，利物浦醫務官鄧肯·道爾頓醫生（Dr Duncan Dolton）透露，如果挖墓工人的罷工持續下去，政府將要考慮實施海葬。其他曾被考慮的方案還包括把遺體保存在熱封袋內最多六周，讓死者家屬自行挖墓，以及動員軍隊或聘用私人承辦商協助挖墓，但這些方案最後都未有落實。罷工兩周後，挖墓工人最終接受加薪14%的安排。
除此以外，倫敦垃圾收集工人也在1月22日發起罷工，造成首都市內部份地方連日來垃圾堆積如山。由於存放垃圾的地方有限，部份地方當局被迫把垃圾堆到公園和其他空曠地方。當中，倫敦的西敏市議會就徵用位於西區市中心的萊斯特廣場作為臨時指定的垃圾收集場，廣場內的一遍綠地頓時堆滿一座一座的垃圾山，被外界嘲諷為「潰爛廣場」（"Fester Square"），傳媒還報導垃圾造成嚴重的環境衛生滋擾，吸引老鼠出沒覓食。
垃圾工人遲至2月21日才接受地方當局的建議，加薪11%，另外每周加薪1英鎊，但前提是地方當局要展開進一步的薪酬比較研究，再決定應否進一步加薪。個別倫敦自治鎮議會，例如卡姆登自治鎮議會，就在左翼議員肯·利文斯通等促成下，全數答應罷工職工的訴求，包括限定每周工時上限為35小時，以及把周薪增至60英鎊。這個被外界稱為「卡姆登額外增薪」（"Camden surplus"）的方案一度被政府派出的地區核數官指為違法和違反對當地納稅人的信託責任，揚言要就利文斯通促成的決定入稟向他最討鉅額罰款，但有關指控最終未有獲法庭受理。

## 事件結果
「不滿的冬天」下的連串罷工，使向來標榜與工會關係良好的工黨政府高層大感頭痛。在一眾工黨高層中，首相卡拉漢也是深受其苦，因為自己早年一手創立的稅務局職工聯會也有份參與罷工行動。遲至1979年2月11日，工黨政府才與工會高層達成和解協議，並於2月14日「情人節」聯合發表一份稱之為《經濟、政府、與工會責任》（The Economy, the Government, and Trade Union Responsibilities）的協議書，試圖在下屆大選前挽回業已破滅的形象。該協議書除了承諾政府與工會合作在未來三年內設法把通漲率降至5%以下、又答應每年在復活節展開「經濟評估」以決定入息控制下的增薪幅度，並研究提供其他薪酬優惠、以及以「9%上限」為「常規」，取代原有的「5%上限」。鑑於當時的工會高層未能有效控制由職工自發舉行的非官方罷工，連串的罷工遲至同月底才大致平息。可是，不論卡拉漢的工黨政府如何修訂入息控制政策，這類政策已被國民普遍離棄；而連串的工業行動，使英國1979年全年損失29,474,000個人工作天，遠高於1978年的9,306,000個人工作天，令工商界對工黨政府進一步失去信心。
「不滿的冬天」發生前，工黨政府的支持率原本高於在野保守黨，當時輿論大多認為如果在1978年夏季舉行大選，工黨將能順利擊敗保守黨。可是，卡拉漢在1978年9月7日宣佈不會在短期內舉行大選，使工黨政府錯失連任的大好機會。工潮爆發初期，工黨在1978年11月的蓋洛普民意調查當中仍然領先保守黨5%，但此後工黨的支持度隨著「不滿的冬天」愈演愈烈而急瀉。及至1979年1月，保守黨的支持度已反超前工黨7.5%、到2月更大幅拋離工黨20%。
1979年3月1日，工黨政府就威爾斯和蘇格蘭的權力下放方案舉行公投，但威爾斯的權力下放方案在公投中遭大比數否決，而蘇格蘭的權力下放方案在公投中也未能取得法定要求最少40%的支持率。工黨政府在公投失利，導致下議院內支持蘇格蘭權力下放的蘇格蘭民族黨撤回對工黨的支持；在野保守黨看準時機，旋即對卡拉漢政府提出不信任動議，動議在3月28日以311票對310的一票之差獲得通過，意味短時間內必須召開國會大選。
「不滿的冬天」高潮期間，保守黨黨魁戴卓爾夫人在1979年1月17日發表公開講話，當中已明言有必要制約工會的權力，從而贏得不少民心。卡拉漢政府的不信任動議通過後，保守黨進一步作出減稅和鼓勵個人置業等承諾，又僱用上奇廣告助選，設計出「工黨沒有效用」（Labour isn't working）的口號和廣告，務求使廣大選民一再回憶起「不滿的冬天」期間罷工連連和公共服務停頓的混亂局面，把工黨政府塑造成種種問題的始作俑者。在1979年5月3日舉行的國會大選當中，在野保守黨順利擊敗執政工黨，在下議院取得43席多數優勢，戴卓爾夫人遂成為英國歷史上首位擔任首相的女性；而卡拉漢則成為1924年工黨首相拉姆齊·麥克唐納後，另一位因不信任動議獲得通過而失去首相席位的英國政黨領袖。

## 後續影響

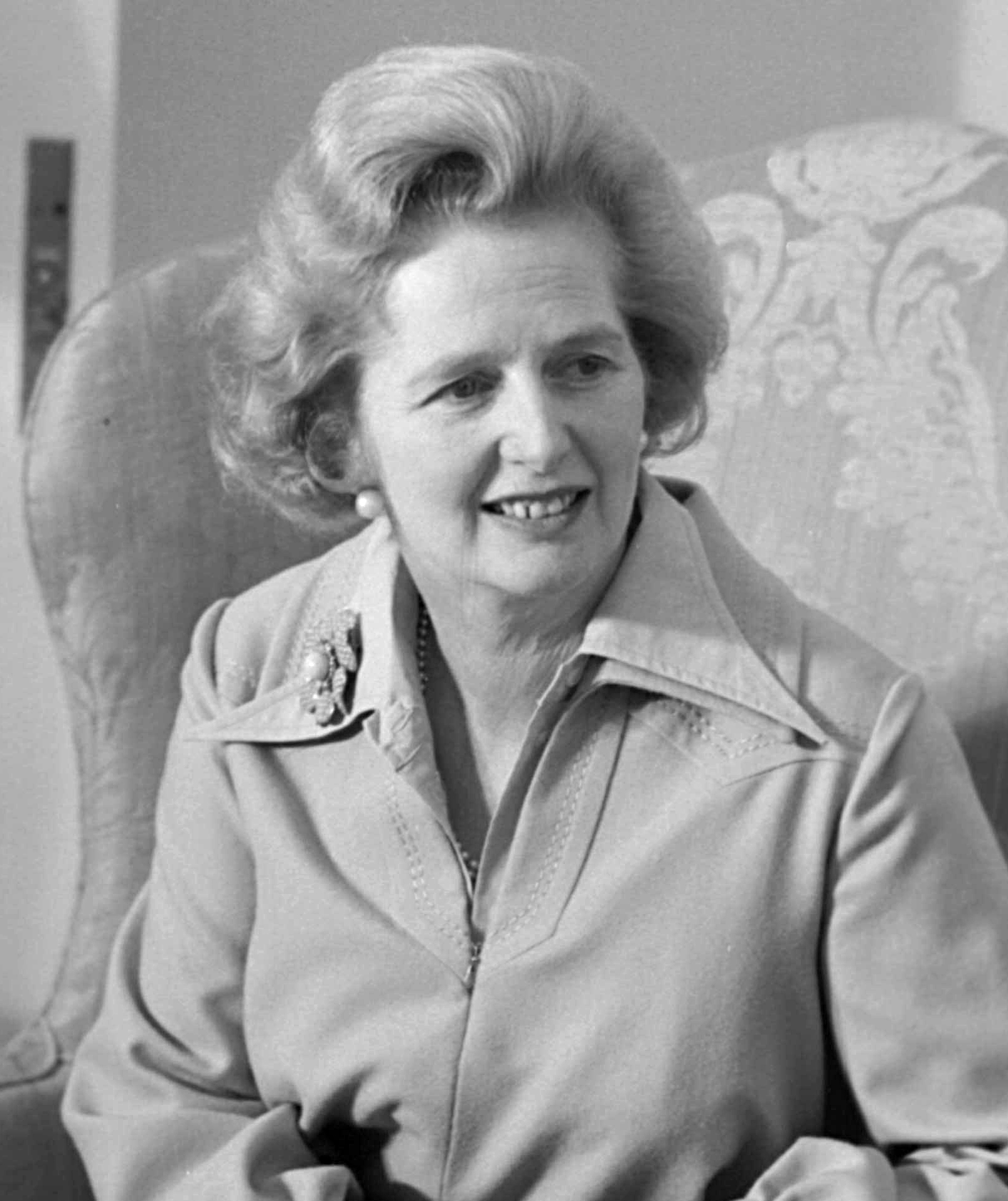
戴卓爾夫人（圖）領導的保守黨在1979年5月的大選中擊敗工黨上台執政，此後保守黨連續執政長達18年

「不滿的冬天」最直接的影響，是卡拉漢領導的工黨政府在1979年大選中垮台，標誌著工黨之後長期處於弱勢的局面。工黨在1979年大選失利後不久，卡拉漢在1980年9月辭任工黨黨魁，由立場更左傾的富特接任。富特主張英國單方面裁減核武和退出歐洲經濟共同體等富激進左翼色彩的方針，導致黨內持反對意見的派系分裂，於1981年3月自組社會民主黨，進一步削弱工黨影響力，未能對戴卓爾夫人的保守黨政府構成威脅。
相反，戴卓爾夫人在1979年組閣上台後，保守黨政府連續執政18年，她在1990年辭職後，繼續由黨友馬卓安擔任首相，到1997年大選才被工黨的貝理雅擊敗。另一方面，「不滿的冬天」不單標誌著工黨政府與工會合作的社團主義時代告終，還意味著政府主導的入息控制的失敗和終結。汲取「不滿的冬天」的教訓，戴卓爾夫人上台後放棄對工會持正面態度，取而代之的，是對工會採取日益強硬的態度，種種例子包括立法規定工會罷工前必先舉行投票取得大部份工會會員支持，以及在1984年至1985年礦工大罷工期間以強硬手段對付工會和罷工職工等等。連串的政策，使1970年代曾經盛極一時和日益好勇鬥狠的工會運動，步入1980年代開始衰落，工會會員數目更持續下跌。工會運動到1997年工黨重新上台後，才再度慢慢復興。
「不滿的冬天」隨後的另一項轉變，是戴卓爾夫人在首相任內放棄所謂「戰後共識」的凱恩斯主義經濟學方針，不再跟隨戰後歷屆政府以國家主導投入的經濟原則調控經濟，和以達至平穩經濟增長為目標。相反，貨幣主義和新自由主義成為了新的管治哲學，政府僅以控制貨幣的供應調控，大幅減少對市場的干預，以及積極把國營企業及公營服務私有化。戴卓爾夫人的管治哲學對英國往後的發展影響深遠，即使是1997年上台的工黨首相貝理雅，其打著的「新工黨」旗號也被指是建基於戴卓爾夫人的經濟哲學。但值得一提，「不滿的冬天」期間，由工會提出設立最低工資的訴求，也同樣是由貝理雅在1998年立法實現的。

## 注腳
1. 1 2 3 4 5 6 7 8  Fishman (2012)
2. ↑  Pearce and Steward (2002), p. 641.
3. 1 2 3 4 5 6 7 8 9 10 11  Perkins (5 September 2008)
4. ↑  "Barbara Castle: Labour's red queen" (3 May 2002)
5. 1 2 3 4 5 6 7 8 9 10 11 12 13 14 15 16 17  "3 May 1979" (1997)
6. ↑  Cobham (2003), p. 12.
7. ↑  Haar and Wynn (2009), p. 201.
8. 1 2  Burden and Campbell (1985), p. 86.
9. 1 2 3 4  Hays (2009), pp. 138-139.
10. 1 2 3 4 5 6 7 8  Burden and Campbell (1985), p. 87.
11. ↑  Dorey (2001), p. 151.
12. ↑  MclIroy (1995), p. 189.
13. 1 2  Dorey (2001), pp. 155-157.
14. ↑  Hay (2010), p. 449.
15. ↑  Worswick (1991), p. 166.
16. 1 2 3  Hattersley (2004)
17. 1 2 3 4  Hay (2010), pp. 450-451
18. 1 2 3  Knowles (2007)
19. 1 2 3 4 5 6 7 8  Taylor (1987), pp. 103-105
20. ↑  Hay (2010), p. 453.
21. 1 2 3 4 5 6 7  "14 December 1978: Labour faces vote of confidence" (2005)
22. ↑  Report of the Annual Conference of the Labour Party (1978), p. 235.
23. 1 2  Penniman (1981), p. 99.
24. 1 2  Williams and Fryer (December 2011), p. 357.
25. ↑  Meth (2004)
26. 1 2 3  "10 January 1979: 'No chaos here' declares Callaghan" (2005)
27. ↑  Braun (1986)
28. ↑  Hay (2010), p. 454.
29. 1 2  Travis (30 December 2008)
30. ↑  "Documents reveal Labour government was prepared to crush discontent" (13 January 2009)
31. ↑  「吉姆」（Jim）是卡拉漢的暱稱，
32. 1 2 3 4 5 6 7  "22 January 1979: Public sector strike paralyses country" (2005)
33. ↑  Webster (1996), p. 712.
34. ↑  "National Health Service (Industrial Relations)" (30 January 1979)
35. ↑  Sherwin (1996), p. 162.
36. 1 2 3  Travis (30 December 2009)
37. ↑  Thomas (2005), p. 80.
38. 1 2 3  Livingstone (1987), pp. 99-103.
39. 1 2 3  Carvel (1984), pp. 66-67.
40. 1 2  Hosken (2008), pp. 62-63.
41. 1 2  Campbell (2011), p. 105.
42. 1 2 3 4  Dorey (2001), p. 171/
43. 1 2 3  "28 March 1979: Early election as Callaghan defeated" (2005)
44. ↑  Coates (1989), p. 75.
45. ↑  Fallon (1989), p. 200.
46. 1 2 3 4 5  "4 May 1979: Election victory for Margaret Thatcher" (2005)
47. 1 2  Hassan (2004), p. 44.
48. 1 2 3  Kesselman, Krieger and Joseph (2012), p. 59.
49. ↑  "Union history timeline" (retrieved on 23 April 2013)

## 外部連結
- The winter of discontent: what can we learn from history? （页面存档备份，存于）, Historyextra.com
- 首相卡拉漢在希斯羅機場召開記者會，否認英國陷入亂局 （页面存档备份，存于）（1979年1月10日）
- 保守黨在國會大選期間針對「不滿的冬天」的競選節目 （页面存档备份，存于）（1979年4月）